# كليو أ. نويل الإبن

كليو ألين نويل الابن (بالإنجليزية: Cleo A. Noel, Jr.)‏ (6 أغسطس 1918 - 2 مارس 1973) دبلوماسي وسفير الولايات المتحدة في السودان، قتلته منظمة أيلول الأسود في هجومها عام 1973 على السفارة السعودية في الخرطوم.

## النشأة
ولد نويل في أوكلاهوما سيتي في ولاية أوكلاهوما. نشأ في موبرلي في ولاية ميزوري. درس في كلية موبرلي جونيور ثم جامعة ميسوري وحصل على بكالوريوس التاريخ في 1939 وماجستير التاريخ في عام 1940.

## المسيرة المهنية
عمل نويل لفترة وجيزة كمعلم في مادة التاريخ الأمريكي في جامعة ميسوري قبل انضمامه إلى بحرية الولايات المتحدة في يونيو 1941. خلال الحرب العالمية الثانية خدم كضابط توفير الأمن على متن السفن التجارية في جميع أنحاء المحيط الهادئ والخليج العربي وفي خريف 1945 تم تسريح نويل من البحرية برتبة قائد ملازم.

### الخدمة الخارجية للولايات المتحدة
بعد الحرب أثناء دراسته للدكتوراه في جامعة هارفارد اجتاز نويل امتحان الخدمة الخارجية للولايات المتحدة وتم تعيينه من قبل وزارة الخارجية. في عام 1951 تزوج زميلته عاملة الخدمة الخارجية لوسيل ماكنري. خلال الخمسينيات والستينيات خدم نويل مع القنصليات الأمريكية في إيطاليا والسعودية وفرنسا ولبنان والسودان. كان نويل مفتونا بشكل خاص بالشرق الأوسط وجولة بانتظام في المنطقة وتعلم اللغة العربية.

### السفارة إلى السودان والوفاة
في 23 ديسمبر 1972 تم تعيين نويل سفير الولايات المتحدة لدى السودان عندما عاود السودان والولايات المتحدة إقامة علاقات دبلوماسية نتيجة حرب 1967. طلب من القائم بالأعمال المنتهية ولايته جورج كورتيس مور البقاء في منصب نائب رئيس البعثة حتى وصول نائبه الجديد في مارس.
في مساء يوم 1 مارس 1973 اقتحم مسلحون من منظمة أيلول الأسود السفارة السعودية في الخرطوم حيث اختتمت مراسم وداع لمور. أصيب نويل بجراح خلال عملية الاستيلاء وكان هو ومور من بين الدبلوماسيين العشرة الذين اختطفهم المسلحون كرهائن. في اليوم التالي 2 مارس قام محتجزو الرهائن بإطلاق النار على نويل حتى الموت. أيضا قتل نائبه مور والدبلوماسي البلجيكي غي عيد.
بعد جنازة مشتركة يوم 7 مارس في الكنيسة المشيخية الوطنية في واشنطن العاصمة دفن كليو نويل الابن وكورتيس مور مع مرتبة الشرف العسكرية في مقبرة أرلينغتون الوطنية.

## وصلات خارجية
- وزارة الخارجية الأمريكية، مكتب المؤرخ
- وزارة الخارجية الأمريكية، مذكرة سرية